# Équipe cycliste UniFunvic-Pindamonhangaba

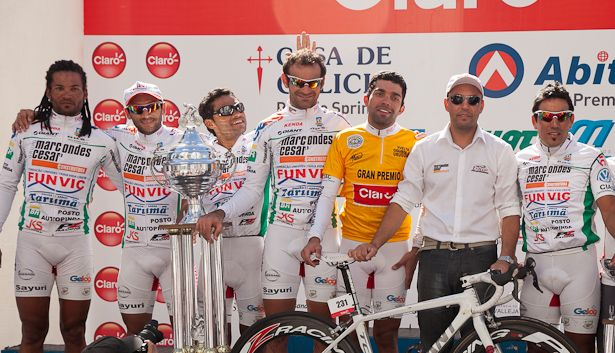
L'équipe Funvic lors du Tour d'Uruguay 2012.

L'équipe cycliste UniFunvic-Pindamonhangaba est une équipe cycliste brésilienne créée en 2010. Elle fait partie des équipes continentales professionnelles en  2016 et 2017.

## Histoire de l'équipe
L'équipe est créée comme équipe continentale en 2009 avec une licence brésilienne. Elle prend la suite de l'équipe amateur brésilienne Fapi/Sundown/JKS/Pindamonhangaba. 
Dès sa première saison, elle remporte le classement par équipes de l'UCI America Tour.
En 2014, la formation opère toujours au niveau continental. Fin novembre 2013, elle finalise son effectif avec la signature de deux coureurs de l'équipe GW Shimano Óscar Sánchez et Sebastián Tamayo. Le duo de cyclistes colombiens et Kléber Ramos, en provenance de l'équipe Clube DataRo, sont des renforts de poids pour cette nouvelle saison. Le groupe accueille, également, deux espoirs brésiliens André Almeida et Felipe Fialho. L'intention de la direction est d'établir une base d'entraînement en Colombie. Pour bien préparer les grandes dates de la saison 2014, Benedito Tadeu Azevedor Júnior pense que l'altitude du pays frontalier sera bénéfique lors de la phase de préparation. Cette installation permettra d'élever le niveau du cyclisme brésilien. Toutefois trois coureurs ne continuent pas avec les Funvic, Tiago Fiorilli, Ramiro Cabrera et Gregolry Panizo.
Fin 2016, la révélation de trois contrôles positifs dans son effectif (João Gaspar, Kléber Ramos et Ramiro Rincón), en moins de deux mois, entraîne la suspension de toutes compétitions internationales pour la formation, pour une durée de trois mois, comme le stipule l'article 7.12.1 des règles antidopage de l'UCI,. Gaspar et Ramos sont suspendus 4 ans et Rincón huit ans.
Renommée Soul Brasil Pro Cycling Team en 2017, elle obtient une licence d'équipe continentale professionnelle malgré la suspension de toute compétition jusqu'au 12 février. En mars 2017, les coureurs brésiliens Alex Diniz (passeport biologique anormal) et Otavio Bulgarelli (violation du règlement antidopage) sont provisoirement suspendus. Le 24 mai, l'équipe est suspendue 35 jours entre le 15 juillet et le 19 août 2017.
En 2018, l'équipe est nommée à nouveau Funvic-São José dos Campos et redescend au niveau national. Lors de cette saison, trois nouveaux cas de dopage concernent l'équipe. 
Le 11 avril, Roberto Pinheiro, alors champion sur route brésilien, est provisoirement suspendu par l'UCI pour usage de substances interdites,. En mai, Caio Godoy, alors double champion du Brésil espoirs (vainqueur en 2016 et 2017), est provisoirement suspendu par la Fédération brésilienne de cyclisme après avoir été contrôlé positif à la cocaïne lors du Tour de l'Uruguay 2018. Le cycliste raconte avoir pris du maté mélangée avec des feuilles de coca et de la marijuana sans le savoir. Enfin, le 12 juillet, André Almeida est provisoirement suspendu en raison d'un taux d'hémoglobine dans son passeport biologique qui était trop faible en 2016.

## Principales victoires

### Classiques
- Prova Ciclística 9 de Julho : Roberto Pinheiro (2011)
- Copa América de Ciclismo : Francisco Chamorro (2013) et Carlos Manarelli (2015)

### Courses par étapes
- Tour du Paraná : Marco Arriagada (2010) et Carlos Manarelli (2015)
- Tour d'Uruguay : Magno Nazaret (2012, 2017 et 2018)
- Tour du Brésil-Tour de l'État de Sao Paulo : Magno Nazaret (2012 et 2014)
- Tour de San Luis : Daniel Díaz (2015)
- Tour du Rio Grande do Sul : Murilo Affonso (2016)

### Championnats nationaux
- Championnats du Brésil sur route : 4
  - Course en ligne : 2014 (Antonio Garnero) et 2016 (Flávio Cardoso)
  - Contre-la-montre : 2014 (Pedro Nicácio) et 2015 (Magno Nazaret)

## Classements UCI
L'équipe participe aux épreuves des circuits continentaux et principalement les courses du calendrier de l'UCI America Tour. Le tableau ci-dessous présente les classements de l'équipe sur les circuits, ainsi que son meilleur coureur au classement individuel.
UCI Africa Tour
| Saison | Classement par équipes | Meilleur coureur au classement individuel |
| ------ | ---------------------- | ----------------------------------------- |
| 2016   | 125e                   | Flávio Cardoso (219e)                     |

UCI America Tour
| Saison | Classement par équipes | Meilleur coureur au classement individuel |
| ------ | ---------------------- | ----------------------------------------- |
| 2010   | 1re                    | Edgardo Simón (13e)                       |
| 2011   | 4e                     | Flávio Cardoso (24e)                      |
| 2012   | 2e                     | Magno Nazaret (8e)                        |
| 2013   | 3e                     | Alex Diniz (11e)                          |
| 2014   | 3e                     | Carlos Manarelli (17e)                    |
| 2015   | 2e                     | Daniel Díaz (4e)                          |
| 2016   | 6e                     | Kléber Ramos (59e)                        |
| 2017   | 7e                     | Francisco Chamorro (21e)                  |

UCI Asia Tour
| Saison | Classement par équipes | Meilleur coureur au classement individuel |
| ------ | ---------------------- | ----------------------------------------- |
| 2016   | 68e                    | Antonio Piedra (200e)                     |
| 2017   | 51e                    | Magno Nazaret (125e)                      |

UCI Europe Tour
| Saison | Classement par équipes | Meilleur coureur au classement individuel |
| ------ | ---------------------- | ----------------------------------------- |
| 2012   | 125e                   | Magno Nazaret (1141e)                     |
| 2016   | 127e                   | Antonio Piedra (1343e)                    |

## Effectif en 2017
| Cycliste           | Date de naissance | Nationalité | Équipe 2016                   |  |
| ------------------ | ----------------- | ----------- | ----------------------------- |  |
| Murilo Affonso     | 19 juin 1991      | Brésil      | Funvic Soul Cycles-Carrefour  |  |
| André Almeida      | 16 décembre 1992  | Brésil      | Funvic Soul Cycles-Carrefour  |  |
| Flávio Cardoso     | 12 octobre 1980   | Brésil      | Funvic Soul Cycles-Carrefour  |  |
| Lauro Chaman       | 25 juin 1987      | Brésil      | Memorial-Santos-Fupes         |  |
| Francisco Chamorro | 7 août 1981       | Argentine   | Funvic Soul Cycles-Carrefour  |  |
| André Gohr         | 15 août 1996      | Brésil      | Centre mondial du cyclisme    |  |
| Caio Godoy         | 24 avril 1995     | Brésil      | Centre mondial du cyclisme    |  |
| Carlos Manarelli   | 13 février 1989   | Brésil      | Funvic Soul Cycles-Carrefour  |  |
| Gideoni Monteiro   | 2 septembre 1989  | Brésil      | Memorial-Santos-Fupes         |  |
| Magno Nazaret      | 17 janvier 1986   | Brésil      | Funvic Soul Cycles-Carrefour  |  |
| Pedro Nicácio      | 13 octobre 1981   | Brésil      | Funvic Soul Cycles-Carrefour  |  |
| Victor Ranghetti   | 28 décembre 1998  | Brésil      |                               |  |
| Breno Morais       | 6 mars 1997       | Brésil      | UCI Iracemápolis              |  |
| Roberto Pinheiro   | 9 janvier 1983    | Brésil      | Funvic Soul Cycles-Carrefour  |  |
| Daniel Silva       | 8 juin 1985       | Portugal    | Rádio Popular-Boavista        |  |
| Gabriel Silva      | 6 mai 1997        | Brésil      | Clube Dataro-Gigantech        |  |
| Lincoln Silva      | 11 avril 1997     | Brésil      | Clube Maringaense de Ciclismo |  |
| Jordi Simón        | 6 septembre 1990  | Espagne     | Verva ActiveJet               |  |

## Saisons précédentes
- Funvic Soul Cycles-Carrefour en 2016